# Idaea dhofarica
Idaea dhofarica là một loài bướm đêm trong họ Geometridae.